# Lerna (Illinois)
Lerna è un villaggio degli Stati Uniti d'America, situato nello Stato dell'Illinois, nella contea di Coles.